# Eugeniusz Budlewski
Eugeniusz Budlewski (ur. 31 grudnia 1912 w Baranowiczach, zm. 14 lutego 2004 w Pabianicach) – polski architekt, urbanista i wykładowca akademicki. Główny Architekt Łodzi w latach 1963 do 1971.

## Życiorys
Eugeniusz Budlewski uczęszczał do gimnazjum w Białymstoku, gdzie uzyskał świadectwo dojrzałości. W 1933 rozpoczął studia na Wydziale Architektury Politechniki Warszawskiej. Ukończył szkolenie pilotażu wraz z późniejszym pułkownikiem Tadeuszem Kocem w ramach Przysposobienia Wojskowego Lotniczego w pierwszym centralnym ośrodku szkolenia pilotów przy Aeroklubie Łódzkim im. kpt. pil. Franciszka Żwirki na Lublinku w 1934.
W kampanii wrześniowej brał udział w 53 batalionie Saperów Wileńskich jako podchorąży rezerwy. Batalion działał w składzie Samodzielnej Grupy Operacyjnej „Narew”. Po rozwiązaniu jednostki, uciekając z niewoli niemieckiej i sowieckiej, dotarł do rodziny w Białymstoku. Następnie uciekł do Piotrkowa Trybunalskiego w Generalnej Guberni, gdzie od 1940 pracował w Referacie Budowlanym Wydziału Powiatowego w Piotrkowie Trybunalskim na stanowisku technika, a potem kierownika robót. Po odzyskaniu niepodległości w 1945 został kierownikiem Referatu Budowlanego. Z ramienia Naczelnej Dyrekcji Muzeów Ministerstwa Kultury i Sztuki wykonał wiele inwentaryzacji zabytków, a także projekty rekonstrukcji obiektów zabytkowych w Piotrkowie, Sulejowie i Bykach. Kierował odbudową Zamku Królewskiego i murów obronnych w Piotrkowie.

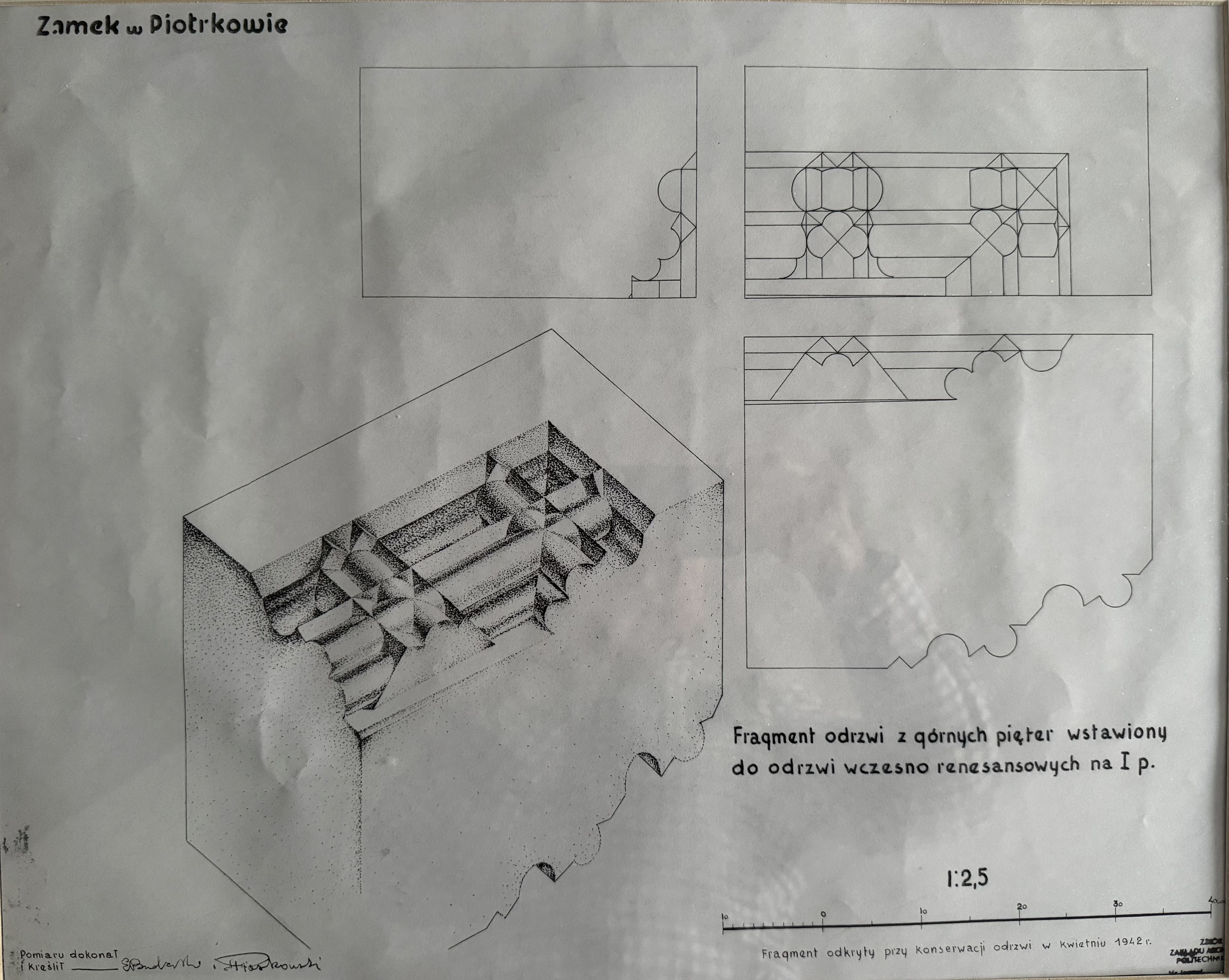
Fragment odrzwi (portalu) na Zamku Królewskim w Piotrkowie Trybunalskim odkryty podczas prac konserwatorskich w kwietniu 1942 (rysunek Eugeniusz Budlewski)

Po wojnie kontynuował studia na Wydziale Architektury Politechniki Warszawskiej, której absolwentem został w 1948. Od 1948 członek Stowarzyszenia Architektów Polskich Oddział w Łodzi. W latach 1949 do 1964 był pracownikiem na wyższych stanowiskach w Centralnym Biurze Projektów Budownictwa i Architektury (późniejszy Miastoprojekt Łódź).
W 1963 na wniosek Ministerstwa Budownictwa i Przemysłu Materiałów Budowlanych został wytypowany na stypendystę Ministerstwa Spraw Zagranicznych Francji. Odbył ponad półroczny staż urbanistyczno-architektoniczny w urzędach w Paryżu i departamentach wschodnich i południowych.
Po powrocie z Francji w latach 1963 do 1971 był Głównym Architektem m. Łodzi, kierownikiem Wydziału Budownictwa, Urbanistyki i Architektury przy Prezydium Rady Narodowej m. Łodzi. Odpowiadał między innymi za przygotowanie nowej wersji planu ogólnego miasta obowiązującego od 1972. Członek Rady Naukowej ds. Komunikacji przy Prezydium Rady Narodowej m. Łodzi (1964-1971).
W latach 1972 do 1978 po odwołaniu – na własną prośbę – ze stanowiska kierownika Wydziału Budownictwa, Urbanistyki i Architektury objął stanowisko Kierownika Zespołu Sprawdzającego w Inwestprojekt Łódź. Po przejściu na emeryturę pozostał specjalistą przy Zespole Sprawdzającym (1979-1988).

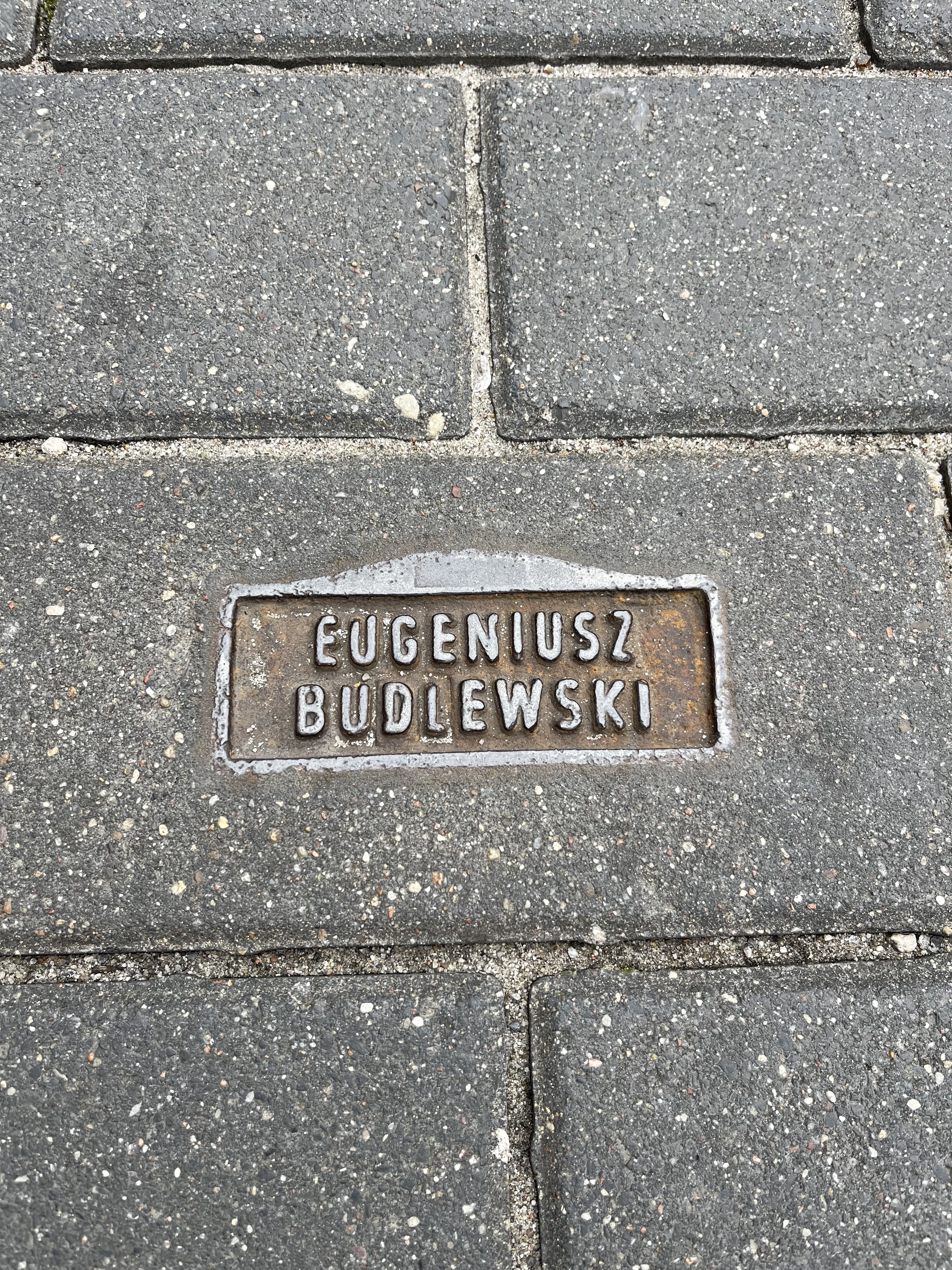
Kostka poświęcona Eugeniuszowi Budlewskiemu w Pomniku Łódzkiej Tożsamości na ulicy Piotrkowskiej przy Pasażu Schillera

Za osobisty wkład i osiągnięcia przy planowaniu i rozbudowie miasta Łodzi został uhonorowany kostką w Pomniku Łódzkiej Tożsamości, który jest częścią Pomnika Łodzian.
Zmarł 14 lutego 2004 w Pabianicach i został pochowany na Cmentarzu Komunalnym w Pabianicach (sektor 3, rząd 14, numer 19).

### Wykładowca akademicki
W latach 1949 do 1951 był wykładowcą historii architektury polskiej oraz prowadzącym zajęcia z projektowania architektury monumentalnej w Wyższej Szkole Sztuk Plastycznych w Łodzi.
W latach 1965 do 1972 był wykładowcą budownictwa przemysłowego na Wydziale Budownictwa Lądowego Politechniki Łódzkiej.

### Rodzina
Syn Bronisławy i Józefa Budlewskich herbu Rogala. Od 1939 żonaty z Jadwigą Budlewską (ur. 1920) z domu Ostruszka (artysta plastyk). Ojciec dwóch córek, Ewy Bożeny (ur. 1944) i Marii Mileny (ur. 1951).

### Autor
- Ogólny plan zagospodarowania przestrzennego miasta Sulejowa (1946–1947)
- Ogólny plan zagospodarowania przestrzennego miasta Piotrkowa Trybunalskiego (1949), współautor arch. Edmund Roman Orlik
- Ogólny plan zagospodarowania przestrzennego miasta Pabianic (1952), współautor arch. Edmund Roman Orlik
- Szczegółowy plan zagospodarowania przestrzennego Dzielnicy Uniwersyteckiej w Łodzi (1953–1954), współautor arch. Edmund Roman Orlik
- Biblioteka Uniwersytetu Łódzkiego (1956–60), współautor arch. Edmund Roman Orlik[6][7]
- Plan ogólny zagospodarowania przestrzennego miasta Łodzi (1960) – Nagroda I stopnia KBUA (1960) – w zespole: Cyprian Jaworski, Zbigniew Wysznacki, Wacław Bald, Konstanty Bielecki, Bronisław Markiewicz, Henryk Wachowiak[8]

## Odznaczenia
- Honorowa Odznaka Miasta Łodzi (1964)
- Odznaka 1000-lecia Państwa Polskiego (1967)
- Złoty Krzyż Zasługi (1969)
- Srebrna Odznaka Honorowa Towarzystwa Urbanistów Polskich (1973)
- Krzyż Kawalerski Orderu Odrodzenia Polski (1977)
- Złota Odznaka Honorowa Towarzystwa Urbanistów Polskich (1983)
- Medal 40-lecia Polski Ludowej (1984)

## Nagrody
- Nagroda Plastyczno-Architektoniczna m. Łodzi (1959)[9]
- Nagroda Państwowa I stopnia Komitetu Budownictwa, Urbanistyki i Architektury (1960)
- Nagroda Honorowa SARP Oddział w Łodzi (1986).